# TECR
TECR (англ. Trans-2,3-enoyl-CoA reductase) – білок, який кодується однойменним геном, розташованим у людей на короткому плечі 19-ї хромосоми. Довжина поліпептидного ланцюга білка становить 308 амінокислот, а молекулярна маса — 36 034.
| 10         |  | 20         |  | 30         |  | 40         |  | 50         |
| ---------- |  | ---------- |  | ---------- |  | ---------- |  | ---------- |
| MKHYEVEILD |  | AKTREKLCFL |  | DKVEPHATIA |  | EIKNLFTKTH |  | PQWYPARQSL |
| RLDPKGKSLK |  | DEDVLQKLPV |  | GTTATLYFRD |  | LGAQISWVTV |  | FLTEYAGPLF |
| IYLLFYFRVP |  | FIYGHKYDFT |  | SSRHTVVHLA |  | CICHSFHYIK |  | RLLETLFVHR |
| FSHGTMPLRN |  | IFKNCTYYWG |  | FAAWMAYYIN |  | HPLYTPPTYG |  | AQQVKLALAI |
| FVICQLGNFS |  | IHMALRDLRP |  | AGSKTRKIPY |  | PTKNPFTWLF |  | LLVSCPNYTY |
| EVGSWIGFAI |  | MTQCLPVALF |  | SLVGFTQMTI |  | WAKGKHRSYL |  | KEFRDYPPLR |
| MPIIPFLL   |  |            |  |            |  |            |  |            |

A: Аланін

C: Цистеїн

D: Аспарагінова кислота

E: Глутамінова кислота

F: Фенілаланін

G: Гліцин

H: Гістидин

I: Ізолейцин

K: Лізин

L: Лейцин

M: Метіонін

N: Аспарагін

P: Пролін

Q: Глутамін

R: Аргінін

S: Серин

T: Треонін

V: Валін

W: Триптофан

Кодований геном білок за функціями належить до оксидоредуктаз, фосфопротеїнів. 
Задіяний у таких біологічних процесах, як метаболізм жирних кислот, метаболізм ліпідів, біосинтез жирних кислот, біосинтез ліпідів, ацетилювання, альтернативний сплайсинг. 
Білок має сайт для зв'язування з НАДФ. 
Локалізований у мембрані, ендоплазматичному ретикулумі.